# Basilika Unserer Lieben Frau von Basse-Wavre

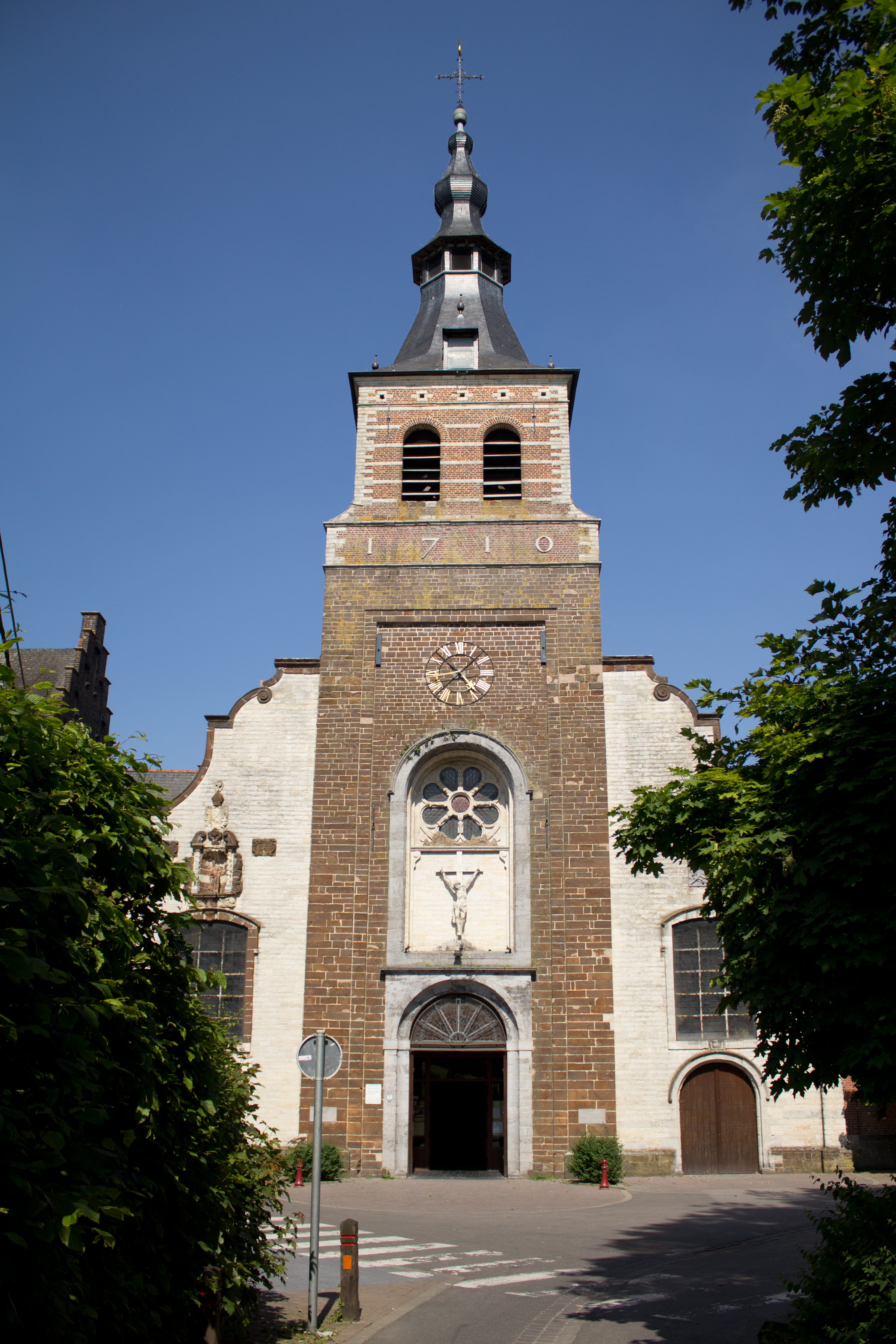
Turmfassade

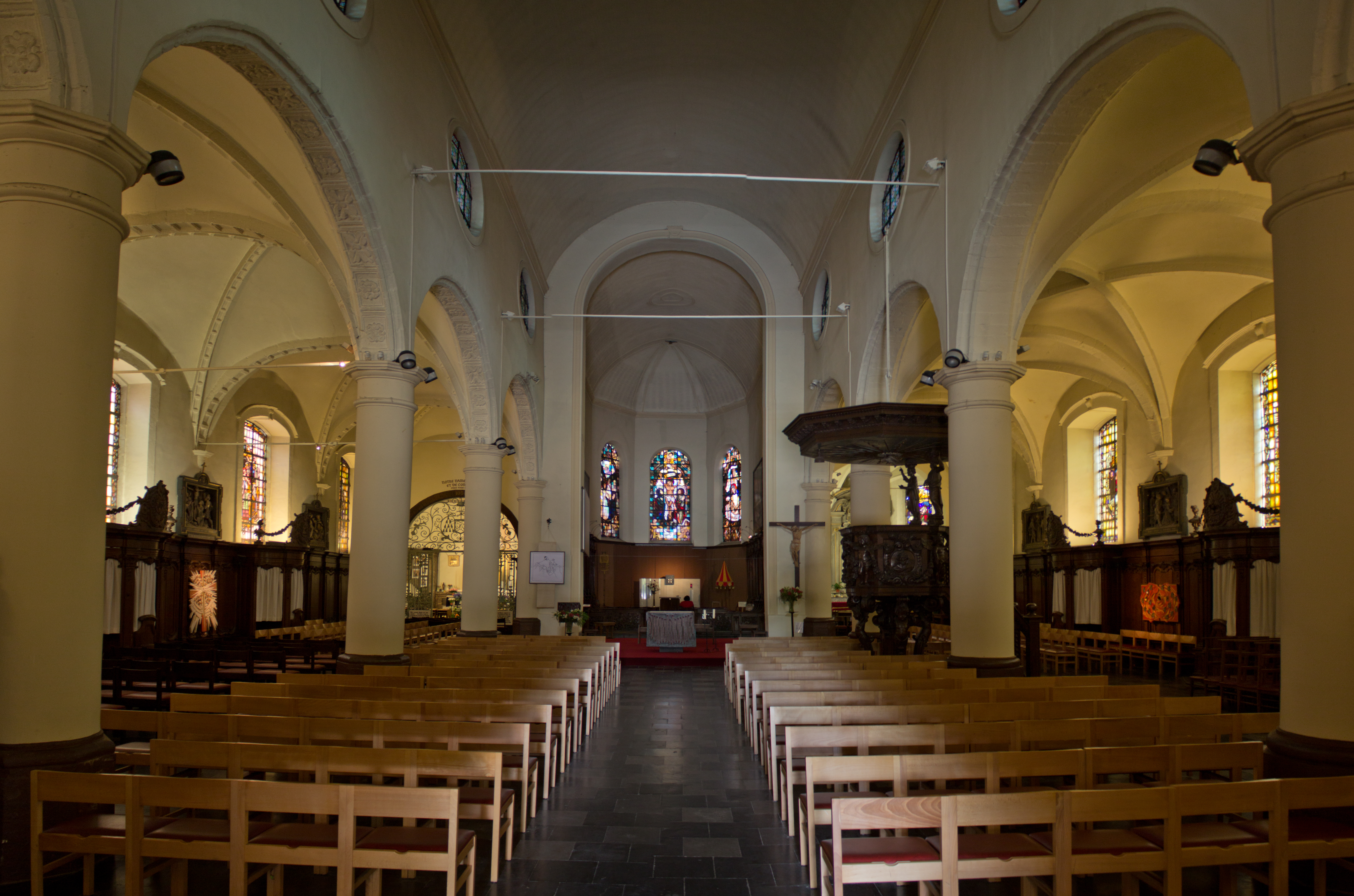
Innenraum

Die Basilika Unserer Lieben Frau des Friedens und der Eintracht (französisch Basilique Notre-Dame de Paix et de Concorde) oder Basilika von Basse-Wavre ist eine römisch-katholische Kirche in der Stadt Wavre der belgischen Provinz Wallonisch-Brabant. Die Basilica minor des Erzbistums Mechelen-Brüssel ist eine ehemalige Prioratskirche und denkmalgeschützt.

## Geschichte
Die Kirche geht auf eine Kapelle von Basse-Wavre zurück, bei der die Abtei Affligem mit Genehmigung von Heinrich III. von Löwen und seines Bruders Gottfried VI. vor 1105 ein Benediktiner-Priorat gründete. Die Kirche besteht aus Bauabschnitten vom 12. bis zum 18. Jahrhundert. Der Klosterkomplex wurde 1797 geschlossen und beherbergt heute Bildungseinrichtungen des Collège Notre-Dame.
Die Statue der Notre-Dame de Basse-Wavre wurde nach einem Beschluss am 26. Juni 1897 von Papst Leo XIII. durch Kardinal Pierre-Lambert Goossens am 8. September feierlich gekrönt. Die Kirche wurde durch einen königlichen Erlass vom 8. März 1938 unter Denkmalschutz gestellt. Im Dezember 1999 erhob Papst Johannes Paul II. sie in den Rang einer Basilica minor.

## Architektur
Die Kirche steht im Süden des ehemaligen Klosterkomplexes. Ihre Bauform ist ein Mittelding aus Pseudobasilika und echter Basilika; die Hochschiffswände im Inneren haben kleine liegend-ovale Fenster, ihr schwaches Tageslicht gelangt durch neuzeitliche Dachflächenfenster unter das Dach, dessen Dachschrägen äußerlich nicht durch die für echte Basilikan unabdingbare (und auch in manchen Pseudobasiliken vorhandene) Stufe unterbrochen sind.
Der gotische Chor stammt aus dem 16. Jahrhundert, das dreischiffige Langhaus aus dem 17. Jahrhundert. 
Die Marienkapelle als erhaltener Teil der Vorgängerkirche stammt im Kern aus dem 12. Jahrhundert und ist durch ein elegantes schmiedeeisernes Tor im Stil Louis-quatorze in Verlängerung des linken Seitenschiffes zugänglich.
Der Turm aus Ziegelstein und Blaustein mit Zwiebelturmspitze wurde 1710 fertiggestellt.

## Ausstattung
In der Marienkapelle stehen die Statue Notre-Dame de Basse-Wavre, eine Statue der Jungfrau mit dem Kinde von Farcy Faydherbe aus dem Jahr 1642, und der Reliquienschrein. Nachdem Teile der Innenausstattung der Kirche wie die Reliquientruhe von 1152 bei den Ikonoklasten 1590 durch Brand verloren gingen, stiftete der Erzbischof von Mechelen, Jacobus Boonen, als Ersatz einen Schrein. Auf dem kupfergetriebenen und vergoldeten Kunstwerk sind die Seiten mit Medaillons verziert, die die Legende von Marse de Basse-Wavre darstellen. Heute ist er immer noch Gegenstand einer jährlichen Prozession Le Grand Tour, die die Region auf einem Weg von 7,5 km durchquert. Die Kirche besitzt alte Buntglasfenster.